# 雙齒股花蝽
雙齒股花蝽（学名：Scoloposcelis parallela）为花蝽科股花椿屬下的一个种。